# سلجوق‌شاه بن سلغر
سلجوق‌شاه بن سَلغُر نهمین اتابک از اتابکان فارس و برادر داماد ترکان خاتون بود. ترکان خاتون پس از مرگ همسر و پس از او پسرش (در سال ۶۶۰ هجری) کارهای حکومتی اتابکان فارس را زیر نظر داشت. او نخست داماد خود را یعنی محمد بن سلغر را که نوادهٔ سعد بن زنگی بود به امارت برداشت اما چندی بعد او را به اتهام افراط در ظلم و عیاشی در رمضان ۶۶۱ هجری معزول کرد و به اردوی خان مغول روانه داشت. بعد از او هم برادرش سلجوق‌شاه بن سلغر را که در زندان بود بیرون آورد و به امارت نشاند. بنا بر روایات، سلجوق‌شاه با ترکان خاتون ازدواج کرد اما او که از تسلط ترکان خاتون بر کارها، نگرانی و ناخرسندی داشت وی را کشت و داعیهٔ استقلال یافت. با این حال، در جنگی که برای دفع او و انتقام خون ترکان خاتون بر ضد او و تا حدی به اصرار اتابک یزد که به خونخواهی خواهر خود ترکان خاتون برخاسته بود درگرفت، در سال ۶۶۲ هجری شکست خورد و به قتل رسید.